# Tajmir (poluotok)
Tajmir (rus. Полуостров Таймыр, Таймырский полуостров) je poluotok na sjeveroj obali Sibira u Rusiji. Administrativno pripada Krasnojarskom kraju.

## Geografija
Nalazi se između Karskog mora (Jenisejski zaljev) i Laptevskog mora (Hatanški zaljev). Površina je poluotoka oko 400.000 km2. Najsjevernija točka Euroazije, rt Čeljuskin, nalazi se na poluotoku Tajmir. Na poluotoku se nalazi i jezero Tajmir te planine Biranga.

## Stanovništvo
Poluotok su naseljevala plemena Samojeda iz skupine Neneka i skupine Tavga. Narod Nganasana autohtoni je samojedski narod koji živi u središnjem Sibiru uključujući poluotok Tajmir. Uglavnom žive u naseljima Ust-Avam, Voločanka i Novaja s manje stanovnika od gradova Noriljska i Dudinke koji se nalaze na poluotoku.

## Ekonomija
Glavne su ekonomske grane rudarstvo i prerada rude.
MMC Norilsk Nickel vodi rudarske operacije na tom području. Taljenjem se bave u Noriljsku, a koncentrat rude nikla i ostali proizvodi tvrtke transportiraju se kratkom željeznicom do lučkog grada Dudinke na rijeci Jenisej, a odatle brodom do Murmanska i drugih luka.

## Ekologija
Poluotok je mjesto posljednjeg poznatog prirodnog pojavljivanja mošusnog goveda izvan Sjeverne Amerike. Nestao je prije oko 2000 godina. Uspješno su ponovno uvedeni 1975. godine. Populacija je narasla na 2500 životinja u 2002. godini i na 6500 u 2010. godini.

## Klima
Obale poluotoka zamrznute su veći dio godine, u prosjeku između rujna i lipnja. Ljetna je sezona kratka, osobito na obalama Laptovskog mora na sjeveroistoku. Klima je kontinentalna u unutrašnjosti poluotoka, zime su oštre, s čestim mećavama i ekstremno niskim temperaturama.